# Lehen (Einheit)
Lehen, auch Lehn, Lehne, Lane, Laneum, war ein Flächenmaß im Bergbau. Die Größe eines Lehens hing von der regionalen Größe des Lachters ab; je nach Lachtergröße änderten sich auch die Folgemaße.
Das Lehen hat eine Länge von 7 Lachtern und eine Breite von 7 Lachtern. Zwei Lehen sind ein Wehr und zwei Wehr sind eine Maaß. Erwähnt wird das Lehen bereits im Iglauer Bergrecht von 1249. Eine Fundgrube hatte sowohl im Iglauer, wie auch im Freiberger Bergrecht eine Länge von 7 Lehen. Im Freiberger Bergrecht A (um 1300) wurden zur Fundgrube je 7 weitere Lehen verliehen. Je ein Lehen auf jeder Längsseite der Fundgrube für den Markgrafen, die Markgräfin, den Marschall, den Truchsess, den Kämmerer, den Bürgern und dem Bergmeister. Im Iglauer Bergrecht wurde in gleicher Weise das Königslehen, das Bürgerlehen und das Herrenlehen verliehen. Im Freiberger Bergrecht B (um 1380) gab es diese zusätzlichen Lehen nicht mehr. In den ab 1466 erlassenen sächsischen Bergordnungen wird das Lehen als Flächenmaß nur selten erwähnt. In der Bergordnung von 1536 wird das Lehen das letzte Mal eindeutig als Flächenmaß genannt: „Seine Fundgrube samt allen Lehn und Maaßen“. In den weiteren Bergordnungen bis zur Kursächsischen Bergordnung von Kurfürst Christian 1589 werden Lehen nur noch im Sinne des Besitzes eines Grubenfeldes genannt. Diese Bergordnung war bis zum Erlass des Gesetzes über den sächsischen Regalbergbau 1851 gültig. In diesem Gesetz wird als Flächenmaß das Quadratlachter genannt.
- 1 Lehen = 7 Lachter im Quadrat = 49 Quadratlachter
- 2 Lehen = 1 Wehr = 98 Quadratlachter
- 4 Lehen = 1 Maß = 196 Quadratlachter

## Andere Bedeutungen
Mitunter wurde der Begriff auch als Längenmaß von 7 Lachtern verstanden.
Im Erzgebirge wurden die Hufen mitunter ebenfalls Lehn genannt, z. B. als Pfarrlehn, das 2 Hufen maß. Beispielsweise betrug das Lehn in Schöneck etwa 14,85 Hektar.